# Санта-Мария (Торриш-Новаш)
Санта-Мария (порт. Santa Maria) — город и район в Португалии, входит в округ Сантарен. Является составной частью муниципалитета Торриш-Новаш. По старому административному делению входил в провинцию Рибатежу. Входит в экономико-статистический субрегион Медиу-Тежу, который входит в Центральный регион. Население составляет 4389 человек на 2001 год. Занимает площадь 21,92 км².